# デバラティ・グハ＝サピール
デバラティ・グハ＝サピール（Debby Guha-Sapir、1953年11月25日 - ）は、インド出身のベルギーの疫学者。ルーヴァン・カトリック大学教授およびジョンズ・ホプキンス大学ブルームバーグ公衆衛生大学院 人道的健康センター上級研究員として、自然災害の人間への影響を研究している。世界の大規模災害に関する初めてのデータインフラである災害データベース（Emergency Events Database, EM-DAT）を創始・開発し、エビデンスに基づいた政策形成に貢献したことで知られる。2023年には、ブループラネット賞を受賞した。

## 略歴
グハ＝サピールは1953年11月25日にインドで生まれた。1975年にジョンズ・ホプキンス大学で経済学の学士号を取得し、1978年に同大学で公衆衛生の修士号を取得した。1984年には同大学で人口動態学と統計学の博士号を取得した。
1984年から1992年まで、グハ＝サピールは世界保健機関（WHO）の疫学者として、アフリカやアジアの難民キャンプで栄養不良や感染症などの公衆衛生問題に対処した。1988年からは、WHOとルーヴァン・カトリック大学との共同プロジェクトとして、災害疫学研究センター（Centre for Research on the Epidemiology of Disasters, CRED）を設立し、その所長に就任した。CREDは、自然災害や人道的危機による人間への影響を定量的に分析することを目的としており、1988年には災害データベース（Emergency Events Database, EM-DAT）を開発した。EM-DATは、1900年以降の世界の大規模災害に関する情報を収集・整理・提供する初めてのデータベースであり、災害の傾向やパターン、影響や脆弱性、リスクや回復などを分析するための科学的データの基礎となっている。EM-DATは、国際連合や各国政府、研究機関、メディアなどによって広く利用されており、気候変動緩和策や適応策、防災や減災などの政策形成に貢献している。
1994年からは、ルーヴァン・カトリック大学の教授として、災害疫学や人道的危機に関する教育・研究を行っている。また、ジョンズ・ホプキンス大学ブルームバーグ公衆衛生大学院 人道的健康センターの上級研究員としても活動している。グハ＝サピールは、気候変動に起因する嵐などの巨大災害、地震などの地球物理学的災害、パンデミックなどの生物学的災害、紛争などの人道的災害など、さまざまな種類の災害に関する研究を行っており、その結果は多くの学術誌や報告書に発表されている。
2023年には、ブループラネット賞を受賞した。同賞は、「地球環境問題への優れた貢献」を評価する国際的な賞であり、グハ＝サピールは「自然災害や人道的危機による人間への影響を定量的に分析し、エビデンスに基づいた政策形成に貢献したこと」が評価された。

## 主な著作
- Guha-Sapir D, Hoyois P, Below R. Annual Disaster Statistical Review 2016: The Numbers and Trends. Brussels: CRED; 2017.
- Guha-Sapir D, Rodriguez-Llanes JM, Hicks MH, et al. Civilian deaths from weapons used in the Syrian conflict. BMJ. 2015;351:h4736.
- Guha-Sapir D, Vos F, Below R, Ponserre S. Annual Disaster Statistical Review 2010: The Numbers and Trends. Brussels: CRED; 2011.
- Guha-Sapir D, Hargitt D, Hoyois P. Thirty Years of Natural Disasters 1974-2003: The Numbers. Brussels: Presses universitaires de Louvain; 2004.
- Guha-Sapir D, Below R. Quality and accuracy of disaster data: A comparative analyse of 3 global data sets. Brussels: CRED; 2002.